# Zentrale Parteikontrollkommission
Die Zentrale Parteikontrollkommission (kurz ZPKK) war eine am 16. September 1948 von der SED in der Sowjetischen Besatzungszone geschaffene Einrichtung beim ZK der SED. Entsprechungen hatte die ZPKK auf allen Ebenen der Partei in Form der Parteikontrollkommissionen. Sie bestanden bis zur Umbenennung der SED während der friedlichen Revolution in der DDR im Dezember 1989.

## Geschichte

### Auftrag
Zuständig war die Zentrale Parteikontrollkommission unter anderem für den Ausschluss aus der Partei sowie für die Verhängung von weiteren Parteistrafen, so etwa der Rüge oder der Strengen Rüge. Sie wachte über die „Einheit und Reinheit“ der Partei. Die ZPKK arbeitete eng mit staatlichen Stellen zusammen, u. a. mit dem Ministerium für Staatssicherheit, dem Generalstaatsanwalt, der Zentralen Kommission für Staatliche Kontrolle (ZKSK) und der Hauptverwaltung der Deutschen Volkspolizei (HVDP). Jeweilige Untersuchungsergebnisse mussten dem Sekretariat des ZK der SED zur Beschlussfassung vorgelegt werden. Sie konnte Personen auch postum rehabilitieren. Beispiele dafür sind Felix Halle, der 1937 im Zuge der Stalinschen Säuberungen erschossen wurde, sowie Robert Havemann, der 1966 aus der Akademie der Wissenschaften der DDR ausgeschlossen wurde. 23 Jahre nach seinem Tod wurde Rudolf Herrnstadt während der friedlichen Revolution in der DDR parteioffiziell am  29. November 1989 rehabilitiert.

### Tätigkeit
In der SED – so geschah es auch in den anderen sozialistischen Parteien der Ostblockstaaten – begannen auf Geheiß stalinistischer Kader die ersten Säuberungen. Formale Grundlage war ein Beschluss des Vorstandes der SED vom 29. Juli 1948 „Für die organisatorische Festigung der Partei und für ihre Säuberung von feindlichen und entarteten Elementen“. Mitglieder der Partei, deren Einstellung oder Werdegang der Führung nicht konform erschien, mussten vor den jeweiligen ZPKK erscheinen. Im Jahr 1949 hob die 1. Parteikonferenz der SED die paritätische Besetzung zentraler Parteifunktionen mit Ausnahme der der Parteivorsitzenden auf, woraufhin Otto Buchwitz als ehemaliger Sozialdemokrat 1950 aus dem Vorsitz der ZPPK ausscheiden musste. In den Folgejahren bis etwa 1953 waren viele langjährige Mitglieder der Arbeiterbewegung unter denen, die zur Rechenschaft gezogen wurden, dies geschah in der Regel mittels konstruierter Beschuldigungen. So wurden unter anderem Vorwürfe wegen „Sozialdemokratismus“, „Titoismus“, „Trotzkismus“, wie auch früherem Engagement in der „KPDO“ vorgetragen oder es reichte schon die Tatsache aus, „Westemigrant“ beziehungsweise mit  dem US-amerikanischen Diplomaten Noel Field in irgendeiner Weise in Kontakt gewesen zu sein. Aus vielen der Verfahren gegen die Beschuldigten resultierten  erzwungene Selbstkritiken, Degradierungen, Entlassungen, zum Teil auch Haftstrafen.

### Betroffene der ZPKK-Verfahren
Stellvertretend für viele Betroffene folgt eine Auswahl bekannter Namen:
Alexander Abusch, Anton Ackermann, Leo Bauer, Gitta Bauer, Edith Baumann, Walter Beling, Paul Bertz, Theodor Beutling, Paul Böttcher, Philipp Daub, Franz Dahlem, Alfred Drögemüller, Lex Ende, Max Fechner, Rudolf Feistmann, Bruno Fuhrmann, Erica Glaser, Friedrich Giessner, Erich W. Gniffke, Bruno Goldhammer, Rudolf Herrnstadt, Hans Jendretzky, Erich Jungmann, Willi Kreikemeyer, Ewald Kaiser, Norbert Kugler, Wolfgang Langhoff, Paul Merker, Kurt Müller, Wilhelm Peter Prinz, Erich Reschke, Anna Schlotterbeck, Friedrich Schlotterbeck, Werner Schwarze, Robert Siewert, Fritz Sperling, Bernhard Steinberger, Georg Stibi, Hans Schrecker, Hans Teubner, Walter Uhlmann, Jacob Walcher, Erica Wallach, Maria Weiterer, Wilhelm Zaisser, Leo Zuckermann u. v. a.

## Vorsitzende der Zentralen Parteikontrollkommission
- 1948–1950 paritätisch Hermann Matern (bis 1946 KPD) und Otto Buchwitz (bis 1946 SPD)
- 1950–1971 Hermann Matern
- 1971–1989 Erich Mückenberger
- Ende 1989 Werner Eberlein